# Dylan Garain
Dylan Garain, né le 22 août 1996 aux Abymes en Guadeloupe, est un handballeur français évoluant au poste d'arrière gauche.

## Biographie
En 2016, il signe son premier contrat professionnel au Paris Saint-Germain. En 2017, il est prêté au Dunkerque Handball Grand Littoral.
En octobre 2017, il est appelé pour la première fois en équipe de France A afin de participer à la Golden League. Mais lors du dernier match avant le rassemblement à l'occasion de la Coupe de la Ligue, il est victime d'une rupture du ligament antérieur du genou gauche et est ainsi indisponible pour une durée estimée à 6 mois.
Si sa saison est terminée, son début de saison prometteur avec Dunkerque (32 buts en 6 matchs) ont convaincu l'USAM Nîmes Gard de racheter sa dernière année de contrat au Paris Saint-Germain, le club nordiste n'étant pas en mesure de débourser l'importante indemnité demandée.
Il ne parvient toutefois pas à s'imposer à Nîmes derrière Elohim Prandi et Quentin Dupuy. L'USAM a préféré le libérer des deux années et demie restantes de son contrat et Dylan Garain retourne à Dunkerque où il s'est engagé pour la même durée.
Le 13 juin 2019, il connaît sa première sélection en équipe de France pour un match de qualification au championnat d'Europe 2020. Après une entrée très prometteuse durant laquelle il inscrit trois buts en cinq minutes, il se blesse rapidement et ne revient plus en jeu, victime d'une luxation de l'épaule.
Il est le frère de Sébastien Garain, ancien pivot de Saint-Raphaël.

## Statistiques
| Saison    | Club                | Championnat    | Championnat | Championnat | Coupe nationale | Coupe nationale | Coupe de la Ligue | Coupe de la Ligue | Compétition(s) continentale(s) | Compétition(s) continentale(s) | Compétition(s) continentale(s) | Total | Total |
| Saison    | Club                | Division       | M.          | B.          | M.              | B.              | M.                | B.                | Comp.                          | M.                             | B.                             | M.    | B.    |
| 2015-2016 | Paris Saint-Germain | Division 1     | -           | -           | -               | -               | -                 | -                 | LdC                            | 2                              | 1                              | 2     | 1     |
| 2016-2017 | Paris Saint-Germain | Lidl StarLigue | 3           | 1           | -               | -               | -                 | -                 | LdC                            | -                              | -                              | 3     | 1     |
| 2017-2018 | Dunkerque HGL       | Lidl StarLigue | 6           | 32          | -               | -               | 2                 | 4                 | -                              | -                              | -                              | 8     | 36    |
| 2018-2019 | USAM Nîmes Gard     | Lidl StarLigue | 12          | 7           | -               | -               | 2                 | 1                 | -                              | -                              | -                              | 14    | 8     |
| 2018-2019 | Dunkerque HGL       | Lidl StarLigue | -           | -           | -               | -               | -                 | -                 | -                              | -                              | -                              | 0     | 0     |